# 郝穴镇
郝穴镇，是中华人民共和国湖北省荆州市江陵县下辖的一个乡镇级行政单位。

## 行政区划
郝穴镇下辖以下地区：
西湖社区、沿江社区、江城社区、新跃社区、双港社区、齐心社区、新园社区、龙渊村、双桥村、颜闸村、大兴村、永兴村和荆江村。

## 交通
- 351国道过境。